# Anakapalli
Anakapalli, auch Anakapalle (Telugu అనకాపల్లి), ist eine Stadt im indischen Bundesstaat Andhra Pradesh. Sie ist Hauptstadt des gleichnamigen Distrikts und gehört zur Agglomeration Visakhapatnam.
Die Stadt ist Teil des Distrikt Visakhapatnam. Anakapalli ist seit 2013 Teil der Greater Visakhapatnam Municipial Corporation. Zuvor war Anakapalli eine Municipality. Die Stadt ist in 20 Wards gegliedert.

## Demografie
Die Einwohnerzahl der Stadt liegt laut der Volkszählung von 2011 bei 86.519. Anakapalli hat ein Geschlechterverhältnis von 1007 Frauen pro 1000 Männer und damit einen für Indien seltenen Frauenüberschuss. Die Alphabetisierungsrate lag bei 81,1 % im Jahr 2011. Knapp 97 % der Bevölkerung sind Hindus, ca. 2 % sind Muslime und ca. 1 % gehören einer anderen oder keiner Religion an. 9,0 % der Bevölkerung sind Kinder unter 6 Jahren.

## Wirtschaft
In der Umgebung wird Zuckerrohr angebaut und die Stadt ist bekannt für ihren Jaggery-Markt, der zweitgrößte in Indien.

## Infrastruktur
Die Stadt ist über einen eigenen Bahnhof und einen National Highway mit dem nationalen Schienen- bzw. Straßennetz verbunden.

## Sehenswürdigkeiten
Sankaram, eine der bedeutendsten buddhistischen Stätten in Andhra Pradesh, liegt etwa 3,5 km von Anakapalle entfernt. Sankaram ist berühmt für seine zahlreichen Votivstupas, Felsenhöhlen, gemauerten Bauwerke, frühgeschichtlichen Töpferwaren und Satavahana-Münzen aus dem 1. Jahrhundert nach Christus.